# Auschwitz-Birkenau

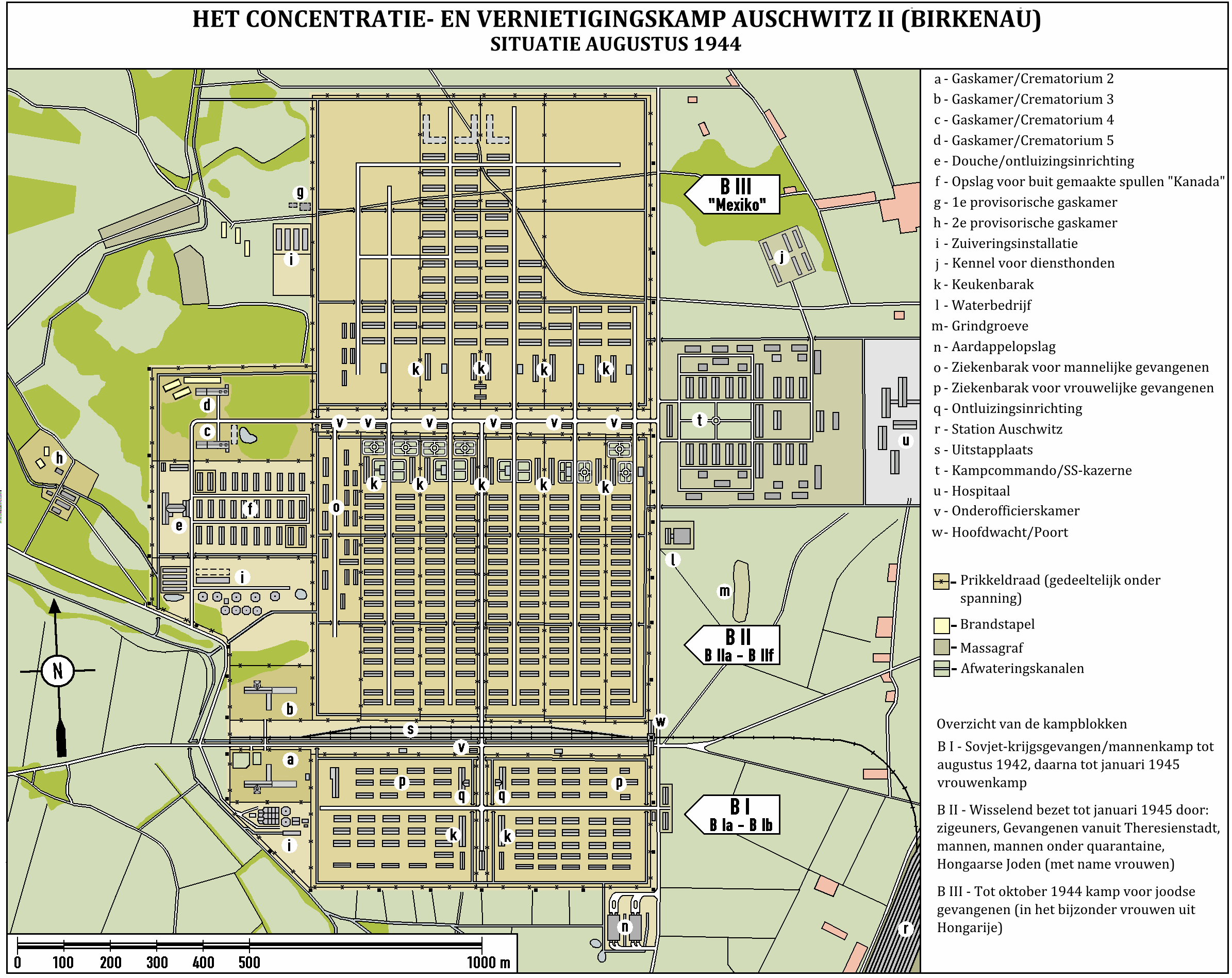
Plattegrond van Auschwitz II

Auschwitz-Birkenau (ook Auschwitz II genoemd) was het tweede van de drie grote kampen van het concentratiekampcomplex Auschwitz. Auschwitz-Birkenau was een vernietigingskamp. Het is dit kamp waaraan de meeste mensen denken bij het horen van de naam 'Auschwitz'. Het werd op 1 maart 1942 geopend.
Het kamp bevindt zich in Birkenau, de Duitse naam voor het Poolse dorpje Brzezinka, ongeveer drie kilometer van Auschwitz I en besloeg een grote oppervlakte van 175 hectare. Naast Joden, Sinti en Roma werden ook veel andere burgers uit de toen bezette gebieden, waaronder zo'n 40.000 Vlaamse arbeiders en bedienden die als werkweigeraars waren opgepakt, in Auschwitz II gevangen gehouden.
De bouw van het kamp begon in 1941 als onderdeel van de Endlösung der Judenfrage. De nazi's evacueerden de plaatselijke bevolking, waarna de huizen werden gesloopt om in de bouwmaterialen voor de eerste gebouwen te voorzien. Het kamp was ongeveer 2,5 bij 2 kilometer groot en bood ruimte aan 100.000 gevangenen. Er werden meerdere sectoren gemaakt, die weer werden verdeeld in velden. Deze velden waren, net als het gehele kamp, afgezet met prikkeldraad die onder elektrische spanning stond. Veel gevangenen maakten van dat prikkeldraad gebruik om zelfmoord te plegen. In het kamp bestond de uitdrukking er ging zu den Drähten ("hij ging naar de draad"). Hoofddoel van Auschwitz II was de massavernietiging. Hiervoor waren vier gaskamers met bijbehorende crematoria gebouwd. De grootschalige vernietiging van de Europese Joden, de Holocaust, begon in het voorjaar van 1942.

## Plan
De vernietigingscapaciteit van Auschwitz I was in de ogen van de nazi's niet voldoende. Auschwitz moest worden uitgebreid, zeker nadat het een belangrijke rol in de Endlösung kreeg toegewezen. In oktober 1941 kwam men met een radicaal initiatief. Hoofd Bouwwerken Karl Bischoff en de aan het Bauhaus afgestudeerde SS-architect Fritz Ertl werkten aan plannen voor een heel nieuw kamp. Het moest ten noordwesten van het bestaande kamp komen, op de plaats waar het dorp Birkenau lag. Het kamp moest de grootte krijgen van een kleine stad en ongeveer 100.000 mensen kunnen herbergen. Opgevat in de Bauhaustraditie lijkt het algemeen plan met zijn strokenbouw ironisch genoeg op een of andere modernistische buitenwijk.
Uit onderzoek in de jaren 90 naar de oorspronkelijke bouwplannen blijkt dat het kamp van meet af aan werd ontworpen om gevangenen onder zeer slechte omstandigheden te kunnen huisvesten. Er was geen stromend water en geen schone, goede vloer. De kans op epidemieën nam hierdoor flink toe. In concentratiekampen in Duitsland werd normaliter voor elke gevangene één kooi (bed) gereserveerd; in Auschwitz werd het aantal gevangenen per kooi verhoogd naar drie. Dit betekende dat elke barak 558 personen kon huisvesten. Maar uit de slotberekeningen bleek dat zelfs deze manier van samenpersen niet toereikend was. Met 174 slaapbarakken kwam het totaal aantal gevangenen dat kon worden gehuisvest op 97.000. Bischoff was de mening toegedaan dat dit niet voldoende was en hij nam het besluit om vier in plaats van drie gevangenen in één kooi te plaatsen. Hiermee kwam het aantal personen per barak op 744, hetgeen in totaal 129 456 plaatsen betekende.

## Beginfase

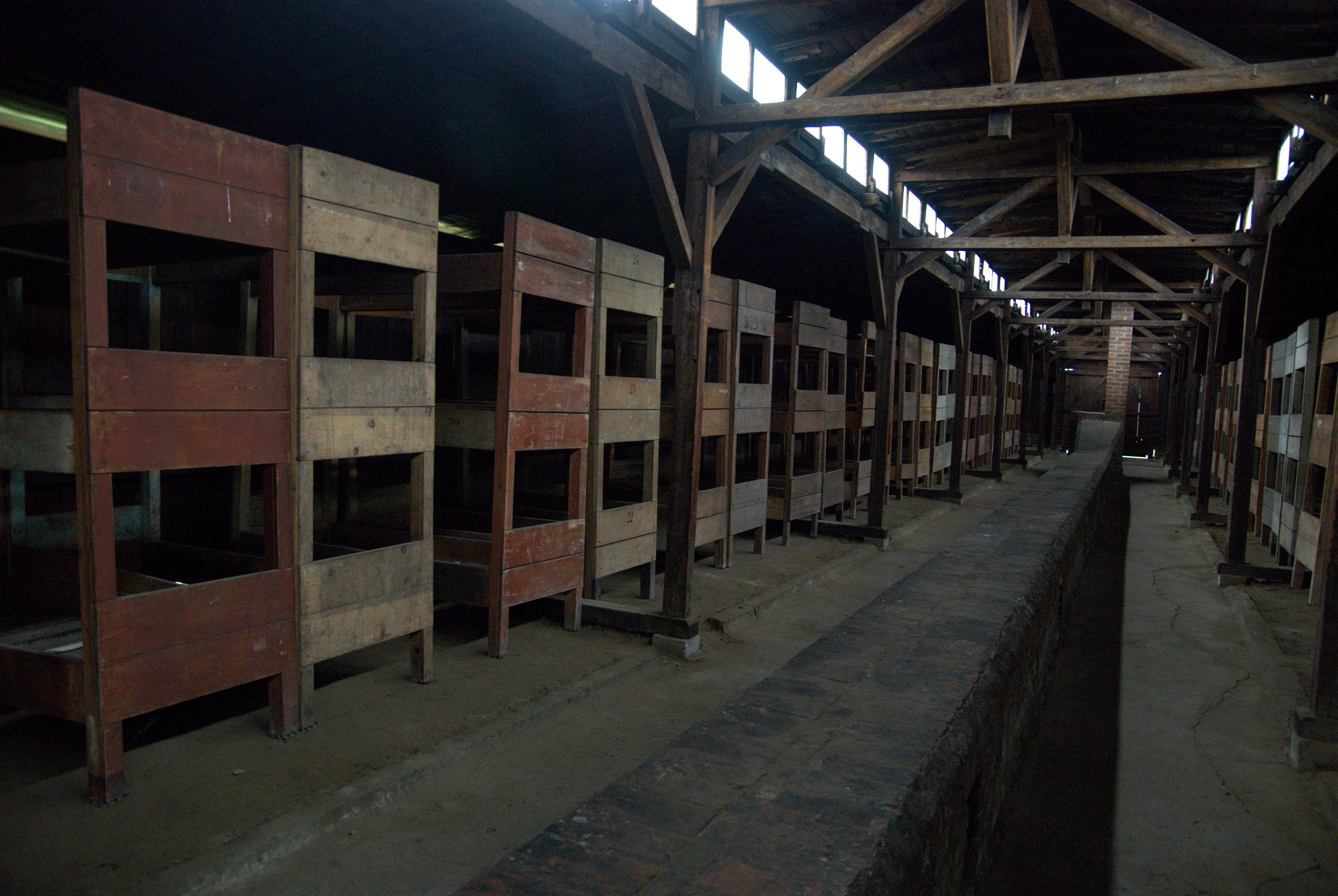
In barakken met dit soort stapelbedden werden honderden gevangenen gehuisvest

Het nieuwe kamp bij Auschwitz was aanvankelijk niet voor Joden, maar voor Russische krijgsgevangenen bedoeld. Van hen stierven er tijdens de hele oorlog drie miljoen in gevangenschap. In de herfst van 1941 arriveerden 10.000 Russische krijgsgevangenen die werden gedwongen om te beginnen met de bouw van het nieuwe kamp, Auschwitz-Birkenau.
Het dorp Birkenau was in juli al ontruimd en deels afgebroken. De Russische krijgsgevangenen moesten de hele winter lang doorwerken en velen stierven door honger, kou en mishandeling; slechts een paar honderd haalden de lente. De SS-leiding maakte zich zorgen over de trage voortgang van de bouw.
Auschwitz kon in de herfst van 1941 nog nauwelijks worden ingezet bij de Jodenvervolging. Op andere plekken namen nazi's initiatieven om de Joden niet alleen gevangen te houden maar om hen direct te vermoorden. In oktober 1941 stond Hitler toe de Joden te deporteren. De Duitse Joden werden samengevoegd in zogenaamde getto's. Met de komst van de westerse Joden raakten de getto's overvol. De nazileiders waren ondertussen bezig met het bouwen van kampen om de populatie in de getto's te reduceren. In Chełmno werd een vernietigingskamp in gebruik genomen om Joden uit het getto van Łódź te vermoorden. Bełżec werd gebouwd om de Joden uit het getto van Lublin te vermoorden. In januari werden de eerste Joden uit Łódź op transport gezet om te worden vergast in het vernietigingskamp Chełmno.
De vergassingen verliepen echter niet effectief genoeg, ze gingen langzaam en steeds maar met  kleine aantallen: de Joden werden in een vrachtwagen bij elkaar gestopt en door middel van koolstofmonoxide vergast. Tijdens de bouw van het nieuwe kamp in Auschwitz werd hier rekening mee gehouden. De Duitsers hadden sinds september 1941 al diverse keren in Auschwitz I geëxperimenteerd met Zyklon B. Toen werd al duidelijk dat Auschwitz I geen geschikte plaats was om een massamoord uit te voeren. Zyklon B was daarentegen, mits in de juiste hoeveelheid gebruikt, wel effectief.

### Gaskamers

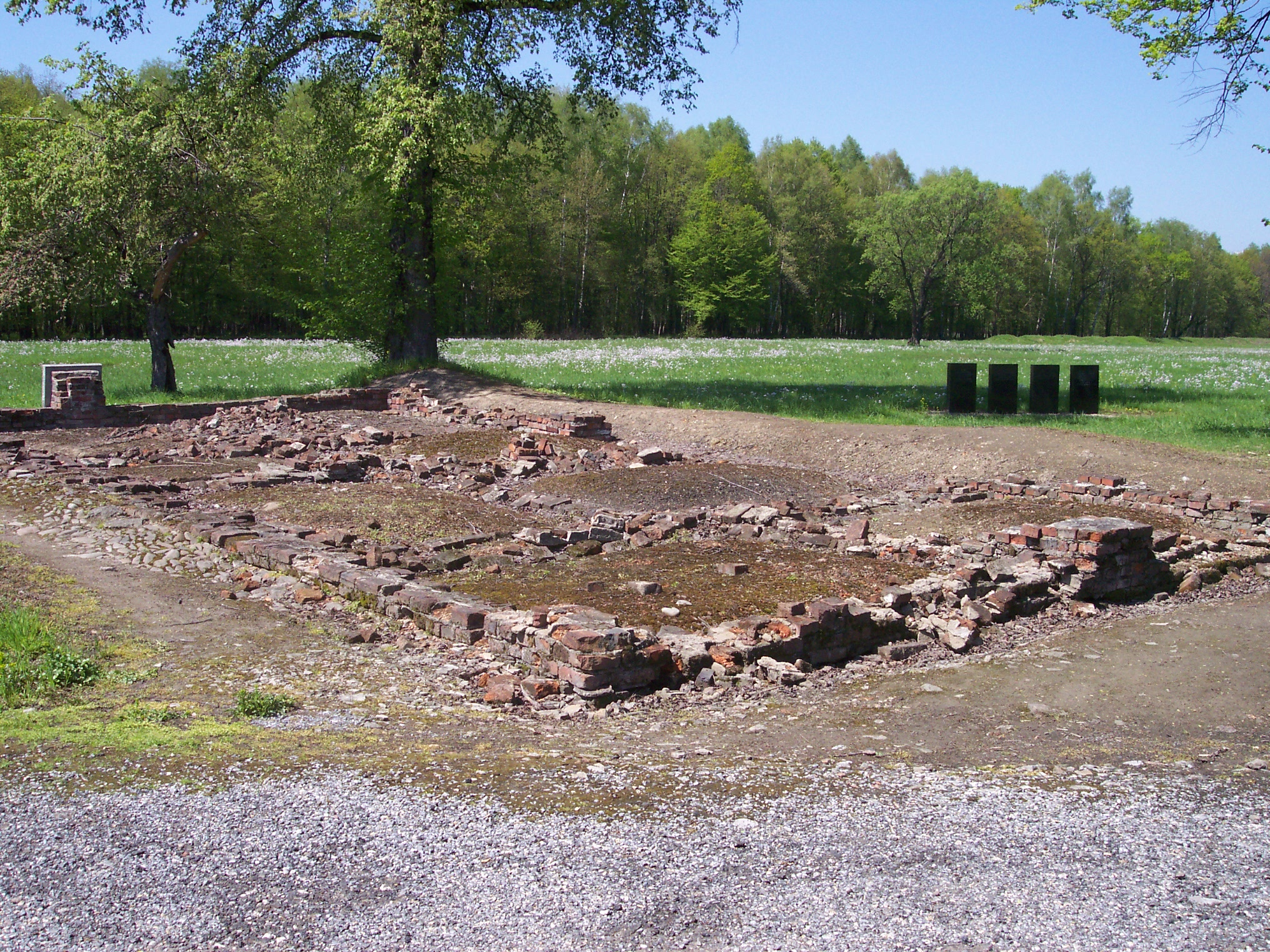
De ruïne van de gaskamer, bunker 2, ook wel het "witte huis" genoemd

De plannen voor het nieuwe kamp waren ondertussen veranderd. De Russische krijgsgevangenen zouden ergens anders dwangarbeid moeten verrichten, en de nadruk lag vanaf dat moment op de Joden. De capaciteit van de gaskamer in Auschwitz I was onvoldoende. De Duitsers kwamen bij Birkenau tot een oplossing: twee leegstaande boerderijen werden omgebouwd tot gaskamers, bunker 1 en bunker 2.

#### Bunker 1
Bunker 1, ook wel het "rode huis" genoemd, was gelegen ten noorden van Auschwitz II. Het gebouw had een grootte van 15×6 meter en oorspronkelijk vier ruimtes, die werden omgebouwd tot twee gaskamers. De oorspronkelijke ramen en deur werden dichtgemetseld. Elke ruimte kreeg één nieuwe deur. Het gas werd naar binnen gebracht via twee openingen van 30×40 centimeter, die via kleppen konden worden afgesloten. De deuren werden luchtdicht gemaakt en konden met schroeven worden aangedraaid. Op de deuren werden tekens aangebracht die duidden op een desinfectieplaats. De muren waren binnen wit geschilderd. Na elke vergassing werd de vloer bedekt met zaagsel. Omdat er geen ventilatiesysteem aanwezig was nam het ventileren veel tijd in beslag. Elke gaskamer kon per keer ongeveer vierhonderd personen verwerken.
In het begin werden de vergassingen alleen 's nachts uitgevoerd, maar later ook overdag vanwege de excessieve en op onregelmatige tijdstippen plaatsvindende transporten. De lichamen werden begraven in grote kuilen nabij de gaskamers. Bunker 1 werd naar alle waarschijnlijkheid in maart 1942 in gebruik genomen, toen de massadeportaties vanuit Opper-Silezië begonnen.

#### Bunker 2
Bunker 2, ook wel het "witte huis" genoemd, was gelegen ten westen van Auschwitz II. Het gebouw had een grootte van 17×8 meter en werd omgebouwd tot een complex van vier gaskamers met elk een andere grootte. Het verschil met bunker 1 was dat alle gaskamers twee deuren hadden, hetgeen het ventilatieproces na de vergassingen aanzienlijk versnelde. Verder zagen de ruimtes er hetzelfde uit als in bunker 1: van elke ruimte waren alle ramen dichtgemetseld en er kon door twee openingen gas worden binnengebracht. De betere ventilatie en de grotere ruimtes maakten dat men in bunker 2 meer mensen per dag kon vermoorden dan in bunker 1.
De lichamen werden, net als bij bunker 1, in grote kuilen nabij de gaskamers begraven. Bunker 2 werd naar alle waarschijnlijkheid in juni 1942 in gebruik genomen.

## Uitbouw

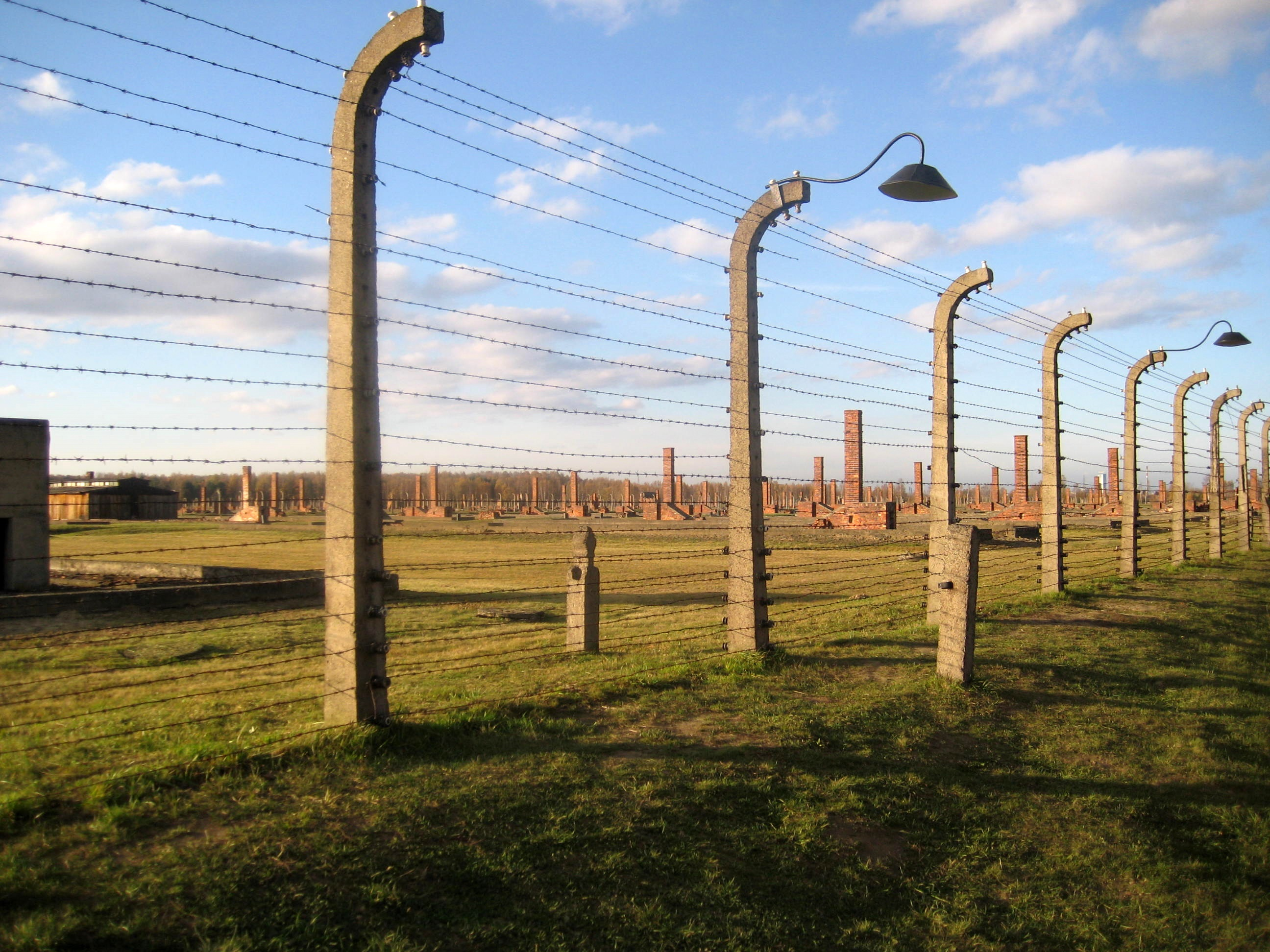
Alle hekken hadden prikkeldraad en stonden onder hoogspanning

In 1942, na de voltooiing van de twee gaskamers, speelde Auschwitz een steeds belangrijkere rol bij het doden van de Joden. Auschwitz bleef in dat jaar echter nog ver achter bij de andere vernietigingskampen, zoals Treblinka en Bełżec.
De eerste slachtoffers waren Slowaakse Joden uit de stad Bratislava. De Slowaken waren trouwe bondgenoten van de Duitsers. In 1942 besloot het stadsbestuur van Bratislava om samen met de Duitse overheersers het 'Jodenprobleem' in de stad op te lossen. Op dat moment woonden in de stad zo'n 70.000 Joden. De Slowaken boden de Duitsers 20.000 Joodse arbeiders, op voorwaarde dat de Duitsers ook hun gezinnen op zouden nemen. Duitsland had op dat moment onvoldoende vernietigingscapaciteit en weigerde de Joden die niet konden werken. Uiteindelijk werd overeengekomen dat de 20.000 dwangarbeiders met hun gezinnen naar Polen zouden worden afgevoerd, in totaal waren dat er 60.000. Voor elke afgevoerde Jood moesten de Slowaken 500 reichsmark betalen. De Slowaken gingen ervan uit dat de Joden opnieuw gehuisvest zouden worden, maar dat was niet het geval. De 60.000 Slowaakse Joden werden afgevoerd naar Auschwitz, waar ze vrijwel allemaal om het leven kwamen.
In 1942 werden er in heel Polen vernietigingskampen gebouwd. De Duitsers merkten dat een massamoord plannen veel eenvoudiger was dan deze daadwerkelijk uit te voeren. Het was een enorm project dat een goede leiding vereiste.

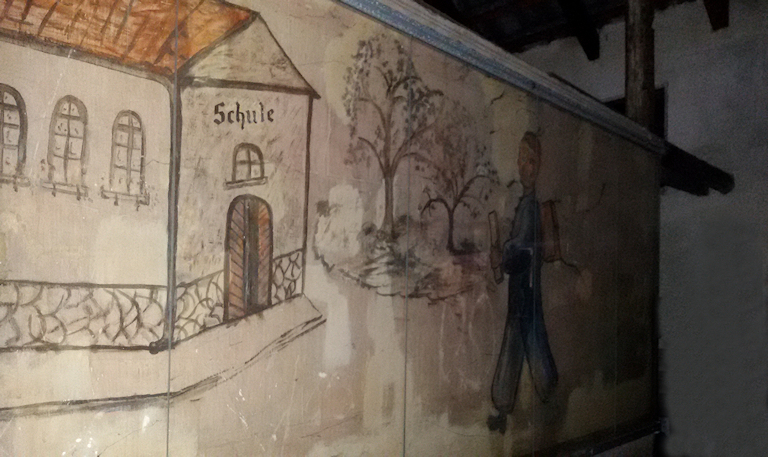
Wandtekening in het kinderblok van Auschwitz

Begin 1942 werden de eerste West-Europese Joden gedeporteerd naar de vernietigingskampen. De Duitsers deporteerden alle niet-Franse Joden uit Frankrijk naar het oosten. De Duitsers wilden aanvankelijk de kinderen sparen en zetten alleen de volwassenen op transport. De kinderen werden overgeplaatst naar Drancy, een voorstad van Parijs. Ze leden vaak aan dysenterie en zaten onder de parasieten. De kinderen werden gehuisvest in half afgebouwde kazernes. In augustus 1942 besloten de nazi's echter ook kinderen te gaan vermoorden. Ze konden op termijn immers het Joodse 'ras' weer nieuw leven inblazen. De 4.100 kinderen in Drancy werden allemaal op transport naar Auschwitz gezet en daar aangekomen werden ze vergast.
In april 1942 had Himmler Auschwitz bezocht en hij was erg tevreden over het werk. Op dat moment zaten ongeveer 30.000 man gevangen in het kamp, voornamelijk Joden en Poolse politieke gevangenen. De Reichsführer-SS inspecteerde het Stammlager, de uitbreiding nabij Birkenau en de synthetische rubberfabriek bij Monowitz. Rudolf Höss werd door Himmler bevorderd tot Obersturmbannführer. Eind juni kreeg Höss echter van een SS-inspecteur te horen dat de beveiliging van het kamp zwaar ondermaats was. Deze moest onmiddellijk worden verbeterd, omdat er een grote operatie op komst was. Het was nog onduidelijk welke rol Auschwitz daarin ging spelen.
De uitroeiing van de West-Europese Joden gebeurde op steeds grotere schaal, maar in de zomer van 1942 lag het zwaartepunt vooral in het oosten. Himmler gaf op 19 juli het bevel om zo veel mogelijk Joden opnieuw te huisvesten, ofwel te vernietigen. Deze operatie ging door het leven als Aktion Reinhard. Het betrof hier ongeveer twee miljoen mensen, waarvan enkele honderdduizenden uit het getto van Warschau. Himmler koos echter niet voor Auschwitz, maar gaf de voorkeur aan oorden die uitsluitend bedoeld waren voor de dood: Treblinka, Chełmno, Bełżec en Sobibór. In 1942 werden in deze vernietigingskampen 1 274 166 mensen om het leven gebracht. De commandant van Treblinka, Irmfried Eberl, werd in augustus uit zijn functie ontheven omdat de massamoord niet efficiënt en discreet genoeg verliep. Franz Stangl, voormalig commandant van Sobibór, was zijn vervanger in het tot dan toe grootste vernietigingskamp. In Auschwitz had Höss echter met hetzelfde probleem te maken als in Treblinka: waar liet hij de duizenden lijken? Ze waren aanvankelijk in grote kuilen bij elkaar gegooid, maar in de zomer begonnen de lijken te ontbinden, wat een ondragelijke stank veroorzaakte. Daarop werden gevangenen uitgekozen die deze lijken moesten opgraven en verbranden.
Om Auschwitz efficiënter te maken, ging Höss in september 1942 naar Chełmno om daar de nieuwe crematie-installaties te bezichtigen. Höss was onder de indruk, maar meende dat het allemaal nog efficiënter kon.

### Crematoria
In oktober 1941 overlegden Karl Bischoff, leider van de SS-Zentralbauleitung, en Kurt Prüfer van Topf & Söhne over de bouw en installatie van een nieuw, groter crematorium. Topf & Söhne had eerder al de ovens geleverd voor het crematorium in Auschwitz I. Het nieuwe crematorium zou aanvankelijk ook in Auschwitz I komen, maar in de lente van 1942 werd besloten het in Auschwitz II te plaatsen.
Vanaf de zomer van 1942 ging Auschwitz II een sleutelrol spelen in het doden van de Europese Joden. Aanvankelijk werd Crematorium II ontworpen met twee ondergrondse mortuaria. De SS besloot echter de plannen te wijzigen. Het crematorium kreeg vijftien verbrandingsovens en had een belendende gaskamer. Aanvankelijk zou er vanuit het crematorium een glijbaan komen om de lijken op te dumpen, die dan terecht zouden komen in het mortuarium. Nu de plannen waren gewijzigd en het mortuarium was veranderd in een gaskamer, werd er in plaats van een glijbaan een trap aangelegd. De deur, die eerst naar binnen openging, opende vanaf dat moment naar buiten.
Om voldoende capaciteit te krijgen besloot de SS in augustus 1942 om een identiek crematorium te bouwen. Er werden tevens twee andere crematoria gepland, met de gaskamers boven de grond en minder verbrandingsovens. Een zesde crematorium, dat groter had moeten worden dan alle voorgaande, stond in de planning, maar dit werd nooit gerealiseerd.

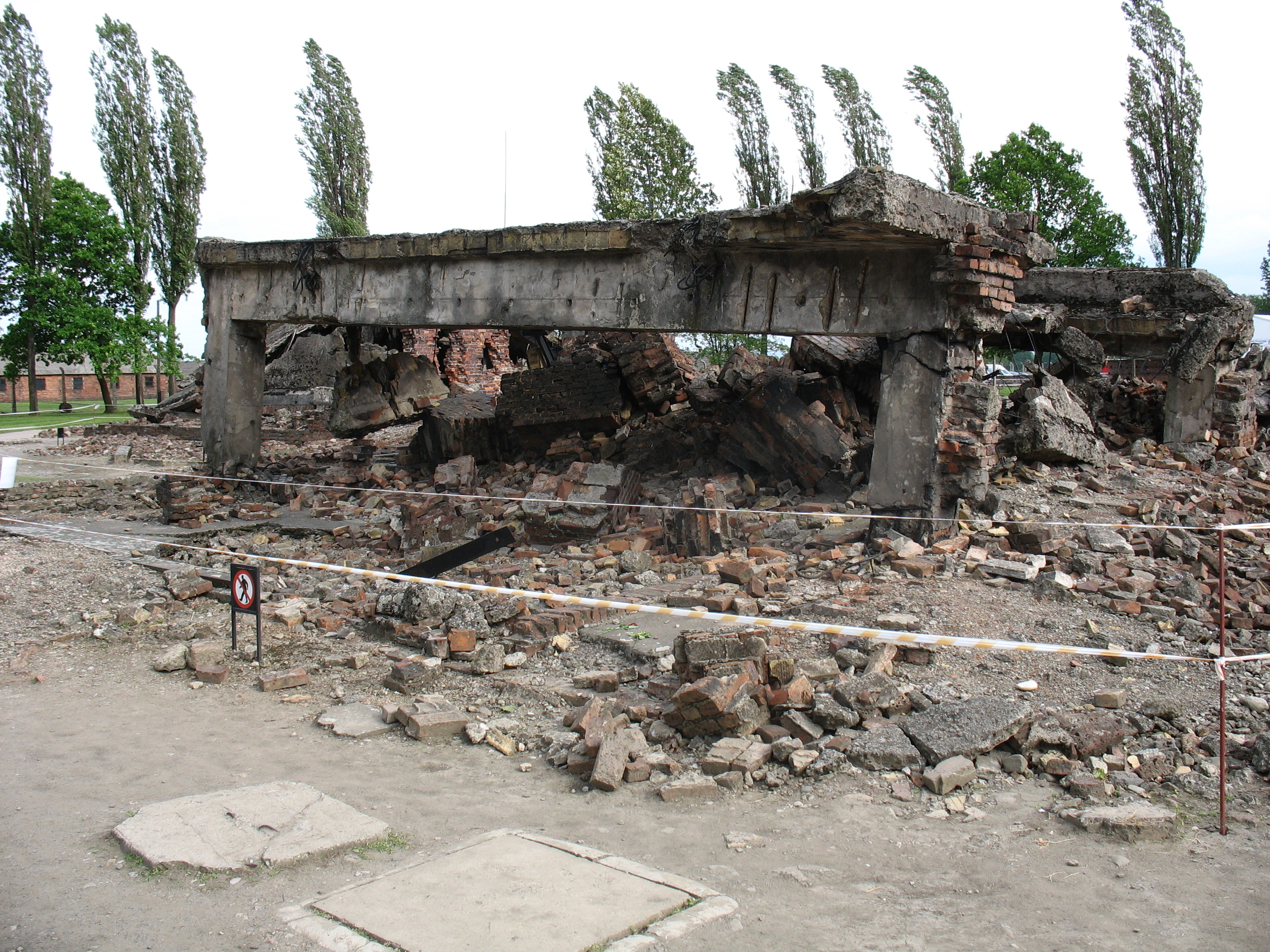
Overblijfselen van crematorium II

#### Crematoria II en III
In augustus 1942 werd er een begin gemaakt met de bouw van Crematorium II. Hoewel de gevangenen iedere dag hard werkten, werd de bouw niet zoals gepland midden februari afgerond, maar een maand later. De gaskamer had een oppervlakte van 210 m² en een hoogte van 2,41 meter. Het plafond bestond uit 22 centimeter dik gewapend beton, met daarbovenop een laag van 45 centimeter aarde. Eind 1943 werd de gaskamer in tweeën gesplitst. Mensen die aankwamen met kleinere transporten werden dan in kleinere ruimtes vergast, hetgeen een flinke besparing opleverde. In de gaskamers waren douchekoppen aanwezig, om de slachtoffers tot op het laatste moment in de waan te laten dat ze werden gedoucht en gedesinfecteerd.
De gaskamers konden mechanisch worden geventileerd, zodat men niet zo lang hoefde te wachten totdat de ruimte weer beschikbaar was. De gasdichte deur was nog geen twee meter hoog en slechts één meter breed. Als de slachtoffers eenmaal wisten welk lot hen wachtte, begonnen ze vaak tegen de deur te duwen. De Duitsers konden de deuren van buitenaf echter met schroeven stevig vastdraaien als dat nodig was.
Het plafond werd ondersteund door zeven pilaren. De openingen waardoor het gas naar binnen kwam werden geplaatst in de buurt van de pilaren 1, 3, 5 en 7. Er was een systeem ontwikkeld waardoor het gas zich sneller verspreidde, waardoor ook de slachtoffers eerder dood waren. De gaskamers konden maximaal 2500 personen tegelijk vergassen.

#### Crematoria IV en V
De crematoria IV en V waren zowel qua bouw als qua functie veel eenvoudiger, mede doordat ze vanaf het begin puur als vernietigingsplaats waren ontworpen. Crematorium IV werd gebouwd aan de linkerzijde van de hoofdweg tussen de bouwplaatsen BII en BIII, nabij Kanada III (de plaats waar gestolen goederen werden uitgezocht). Crematorium V werd gebouwd in het aangrenzende berkenbos. De bouw van beide crematoria begon in november 1942. Crematorium IV was op 22 maart 1943 klaar voor gebruik en werd onmiddellijk in bedrijf genomen. Crematorium V werd in april van datzelfde jaar in gebruik genomen.
Aan de linkerzijde van de hoofdingang was een grote omkleedruimte. Aan de rechterkant was de eerste van de vier gaskamers gevestigd. De totale grootte van deze gaskamers was 236 m². Twee gaskamers hadden een grootte van bijna 100 m², dus de andere twee waren aanzienlijk kleiner. De twee grote gaskamers hadden verschillende deuren, waardoor het ventilatieproces werd versneld en de Sonderkommandos sneller te werk konden gaan. De gaskamers hadden geen ramen, alleen openingen waardoor het gas naar binnen werd gebracht. Deze openingen waren 30×40 centimeter groot en bevonden zich hoog in de muur. De persoon die het gas naar binnen bracht moest op een ladder staan om zijn taak te volbrengen. Deze manier van vergassing veroorzaakte een langzamere en pijnlijkere dood van de slachtoffers. Net als bij bunker I en II waren de openingen met een gasdichte klep afsluitbaar. Er waren enkele ovens in de gaskamers geïnstalleerd, zodat de Duitsers zeker wisten dat de temperatuur de 27 graden zou bereiken, de optimale temperatuur voor het gebruik van Zyklon B.
Crematorium IV werd op 7 oktober 1944 vernietigd door leden van het Sonderkommando tijdens de opstand in Auschwitz.

## Auschwitz II in 1943 en 1944

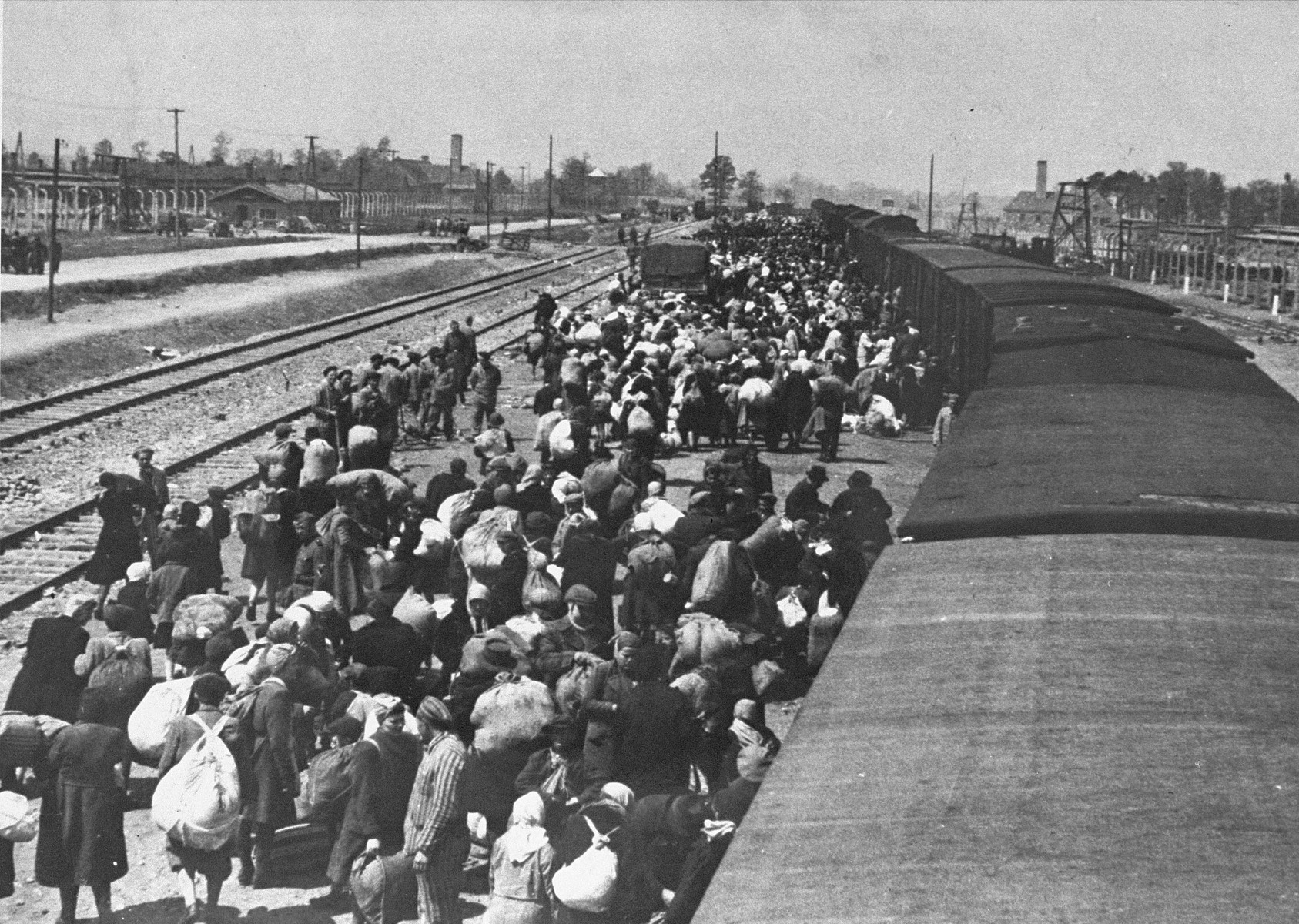
Aankomst van Joden per trein, op de achtergrond de schoorstenen van crematoria II en III. Foto uit Auschwitz Album.

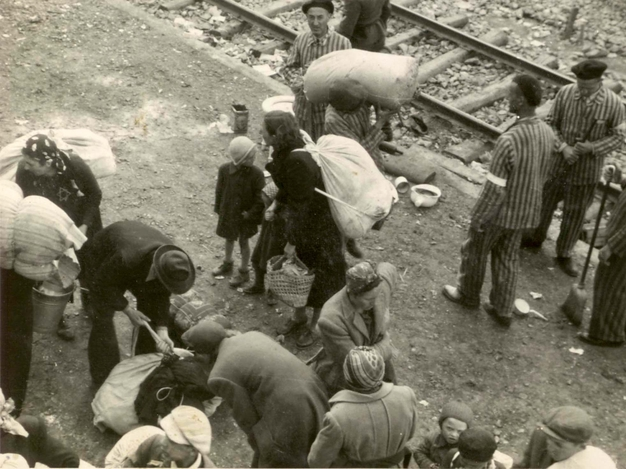
27 mei 1944, moeder met kind. Foto uit Auschwitz Album

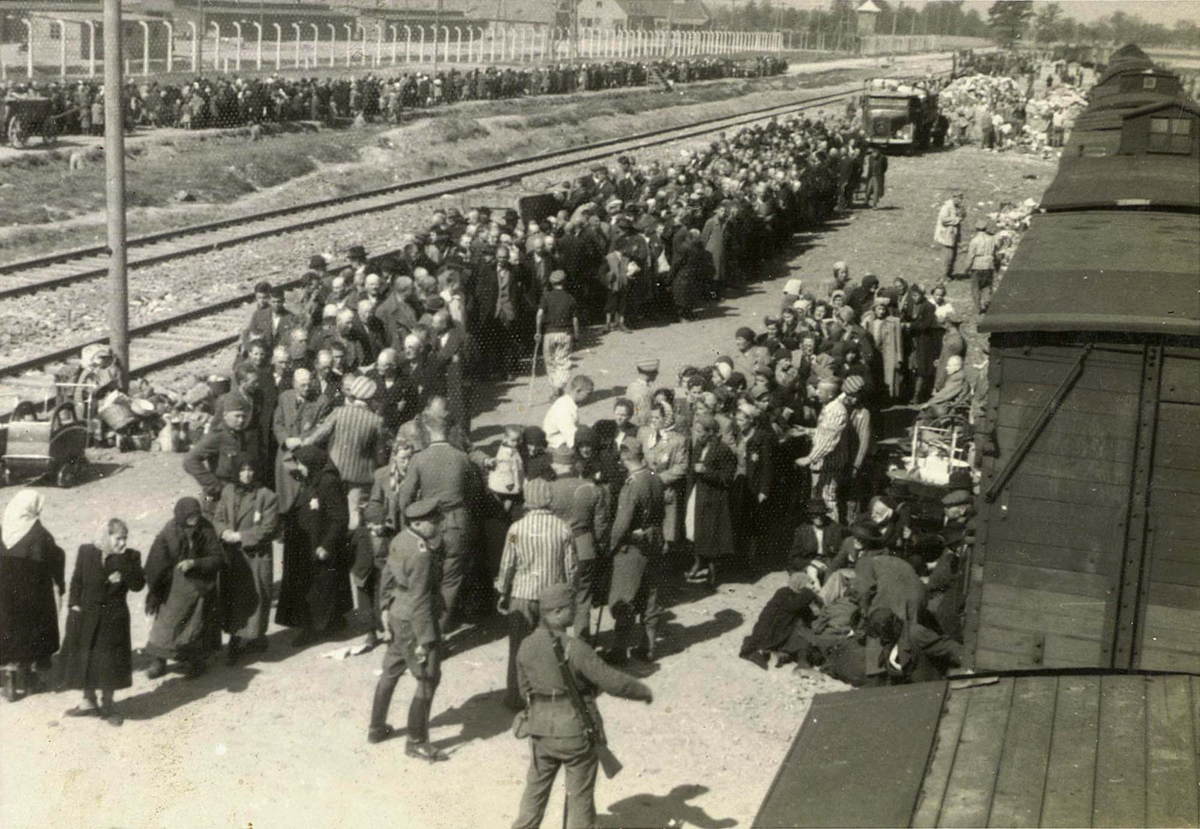
Mensen worden in twee rijen opgesteld voor de selectie. Foto uit Auschwitz Album

Met de bouw van de crematoria en gaskamers groeide Auschwitz in 1943 uit tot het centrum van de Holocaust. Naast de grote vernietigingscapaciteit ontstond er in Auschwitz ook een steeds groter "woongedeelte". Er was een apart vrouwenkamp, met ongeveer 40 000 vrouwen.
In de loop van 1943 werd Bauabschnitt II (BII) afgerond en daarmee waren de eerste twee van de geplande vier delen (Bauabschnitte) voltooid. Met de voltooiing van BII had Auschwitz een nominale capaciteit van 80.000 bewoners, maar dit aantal liep in 1943 op tot 140.000. In datzelfde jaar werd dan ook begonnen met de bouw van BIII, waarmee in 1944 werd gestopt vanwege de naderende frontlinie. Aan het vierde deel werd nooit begonnen.
Auschwitz II was vooral bedoeld om Joden te doden. In 1942 vonden er verhoudingsgewijs weinig vergassingen plaats. Van de 200.000 gedeporteerde Joden werden er 140.000 direct na aankomst vergast. Met de nieuwe crematoria, waarvan de eerste in de lente van 1943 klaar waren, was het kamp klaar voor de grote toestroom van Joden. De totale capaciteit van de gaskamers annex crematoria lag op ongeveer 4.756 mensen per dag.
In de loop van 1943 nam het aantal transporten toe. Bij vrijwel elk transport werden selecties toegepast: ongeveer tien tot dertig procent kon door dwangarbeid de gaskamers ontlopen. De transporten waren afkomstig uit alle door de nazi's bezette landen. In 1943 brachten de nazi's ongeveer 300.000 mensen om het leven in Auschwitz II. De meesten werden direct na aankomst vergast, maar velen bezweken ook door de slechte omstandigheden waarin de gevangenen moesten leven.
De meeste mensen kwamen in Auschwitz-Birkenau aan per trein, vaak na een afschuwelijke, dagenlange reis in goederenwagons zonder behoorlijke sanitaire voorzieningen, en veelal zonder voedsel of water. Tijdens deze treinreis bezweken dan ook velen aan de barre omstandigheden. De trein werd dan gestopt en de lichamen werden vervolgens naast het spoor gedumpt. Bij aankomst liepen de gevangenen vanaf station Auschwitz naar het kamp. Pas in 1944 werden de rails tot in het kamp gelegd om de grote aantallen Hongaarse Joden op te vangen. De daarbij aangelegde perrons dateren uit het voorjaar van 1944. De plek waar de meeste slachtoffers tot die tijd aankwamen ligt dicht tegen het verderop gelegen hoofdspoor, en staat bekend als de Judenrampe (Jodenperron). Pas in 2006 is de plaats als herdenkingsplaats gemarkeerd, waarbij enkele verroeste rails zijn vervangen en enkele wagons zijn geplaatst. De rails naar en van de perrons in Birkenau hebben dus 'slechts' twee maanden gefunctioneerd. Het beeld dat de film Sophie's choice schetst is derhalve onjuist: in de film laat men Sophie in 1942 uitstappen op de perrons in Birkenau, die in werkelijkheid toen nog niet gebouwd waren.
In 1944 werd het vernietigingsproces nog grootschaliger uitgevoerd. Hoewel het gebied dat de nazi's bestreken steeds kleiner werd, bleven de nazi's de untermenschen, zoals de nazi's ze noemden, naar Auschwitz deporteren. Het aantal doden bedroeg in 1944 bijna 660.000, waarvan 438.000 tijdens Aktion Höss.

### Massamoord op de Hongaarse Joden

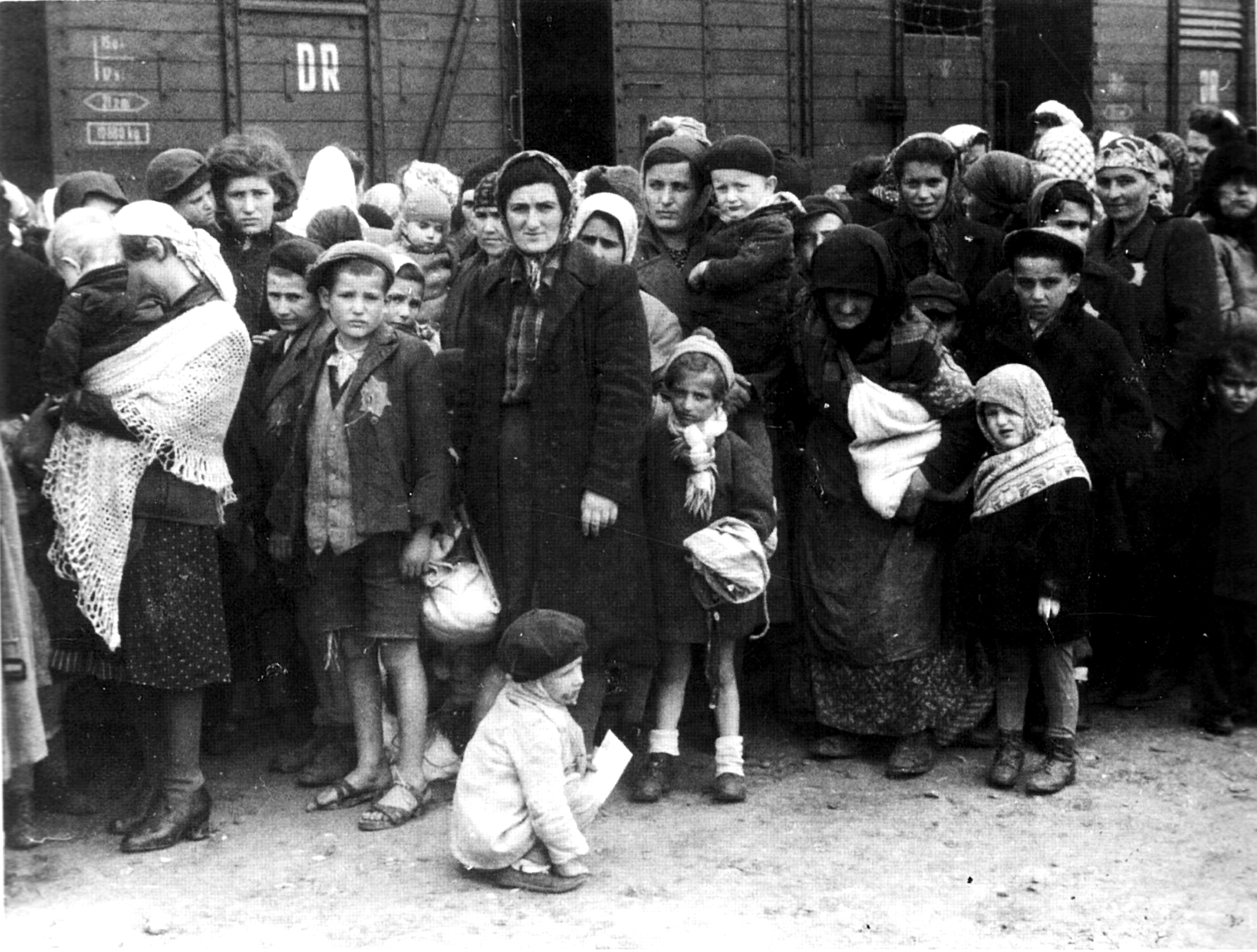
Aankomst van een transport Hongaarse Joden

Hongarije was tot 1944 een trouwe bondgenoot van nazi-Duitsland. Toen de Duitsers aan het oostfront flink terrein begonnen te verliezen zocht het staatshoofd van Hongarije, Miklós Horthy, contact met de geallieerden. Hitler werd hiervan op de hoogte gesteld en was er niet van gediend. Hij liet de Wehrmacht op 19 maart 1944 het land binnenvallen en zette er zijn eigen regering op. Horthy bleef wel staatshoofd. In Hongarije waren de Joden wel vervolgd, maar nooit uitgeleverd aan de Duitsers. Met de nieuwe regering kwam hier verandering in. Zij dreven de Joden samen in getto's en doorvoerkampen. Met de aanwezigheid van 760.000 Joden in het land was er nog veel 'werk' te verzetten voor de Duitsers.
Deze grootschalige operatie vergde wel een goede leiding, dus werd Rudolf Höss op 8 mei 1944 weer aangesteld als kampcommandant. De operatie werd eveneens naar hem genoemd, Aktion Höss. Höss begon direct met een voorbereiding van het kamp. De crematoria werden opgeknapt en verbeterd, zodat ze de grote vraag aankonden. Achter de crematoria werden diepe putten gegraven. Ook het Sonderkommando werd flink uitgebreid.
Auschwitz was het aangewezen kamp voor deze operatie. Op 29 en 30 april vertrokken de eerste twee transporten richting Auschwitz. Ongeveer 3.800 mensen werden in deze twee treinen vervoerd. Vanaf 15 mei begonnen de grootschalige deportaties. Twee weken lang waren er geen Joden vanuit Hongarije aangekomen, maar vanaf dat moment vertrokken elke dag ongeveer 12.000 Hongaarse Joden naar Auschwitz. Ze werden bij aankomst direct naar de gaskamers gestuurd. Tot 9 juli 1944 werden er 437.402 personen in 151 treinen naar Auschwitz gedeporteerd en vermoord.
De Joden moesten een treinreis van vier dagen afleggen voordat ze in Auschwitz aankwamen. De veewagons waren overvol en velen kwamen al tijdens de reis om het leven door gebrek aan eten, drinken of voldoende zuurstof. Het aantal gedeporteerden bleek zo hoog te liggen dat de crematoria het grote aantal lijken niet konden verwerken. De lijken werden in de eerder gegraven putten achter de crematoria opgestapeld en verbrand.
Horthy, onder druk staand van neutrale landen en de geallieerden, liet de deportaties van de Joden verbieden. Men had gedreigd Horthy persoonlijk verantwoordelijk te houden voor alle deportaties uit Hongarije. De deportaties werden stilgelegd, mede omdat de Duitsers hun energie nu volledig op de oorlogsvoering moesten richten.
Op 14 juli probeerde Adolf Eichmann een transport met 1.500 Joden naar Auschwitz te krijgen, maar Horthy gaf het bevel te stoppen voordat de trein de grens passeerde. Op 19 juli deed Eichmann opnieuw een poging en ditmaal slaagde hij in zijn opzet. De Joden werden naar Auschwitz gebracht en daar vergast.
Op 13 augustus arriveerde een klein transport van 131 Joden in Auschwitz, en op 18 augustus arriveerde eveneens een klein transport. Dit laatste transport omvatte 152 Joden en was tevens het allerlaatste transport vanuit Hongarije. Hiermee kwam een einde aan Aktion Höss. Meer dan de helft van alle Hongaarse Joden was gedeporteerd; het grootste deel hiervan was vermoord in Auschwitz.

### Massamoord op de zigeuners
Op 16 december 1942 gaf Heinrich Himmler het bevel om alle Roma en Sinti (zigeuners) naar een concentratiekamp te deporteren. Op 29 januari 1943 maakte het Reichssicherheitshauptamt bekend dat Auschwitz de eindbestemming moest zijn voor deze bevolkingsgroep. Na het geven van dit bevel werd er een Zigeunerlager gebouwd dat zich bevond in Auschwitz II, sector BIIe.
De deportaties van zowel de Sinti als de Roma begon in februari 1943 en ging door tot juli 1944. De zigeuners kwamen aanvankelijk uit Duitsland, Oostenrijk, Polen en delen van Tsjechië (voornamelijk Moravië). Kleinere groepen waren afkomstig uit Nederland, België, Frankrijk, Joegoslavië, Litouwen, Hongarije en de Sovjet-Unie.
Er werden in totaal ongeveer 23.000 zigeuners naar Auschwitz gedeporteerd. Ongeveer 21.000 van hen waren geregistreerd in het kamp, terwijl 1700 Poolse zigeuners direct na aankomst werden vergast. Van de 23.000 gedeporteerde Sinti en Roma stierven er in totaal 20.000.
Aangezien ze werden behandeld als asociale gevangenen, moesten ze een zwarte driehoek dragen als merkteken. Ook kregen ze een serie kampnummers toegewezen. Deze kampnummers begonnen met een Z, waarna er een cijfercombinatie volgde. Het kampnummer werd op de linker onderarm getatoeëerd.
De zigeuners werden niet onderworpen aan selectieprocessen en de gezinnen bleven dus intact. Iedereen, op de 1.700 Poolse zigeuners na, werd direct na aankomst in barakken gehuisvest. Aangezien sector BIIe nog altijd in aanbouw was, werden sommige mannen gedwongen mee te helpen met de bouw van deze sector. Anderen kregen diverse klusjes in het kamp toegewezen. Een aanzienlijk deel van de gevangenen had echter geen regelmatige werktijden. Zij waren dus vaak vrijgesteld van arbeid.
Onvoldoende voedsel en een overbevolking van het Zigeunerlager zorgden voor een dramatische hygiëne in het kamp. Dit leidde regelmatig tot epidemieën, voornamelijk tyfus en diarree, wat op zijn beurt leidde tot een hoge sterfte onder de zigeuners.
De groep van 1.700 Poolse zigeuners arriveerde op 23 maart 1943 vanuit Białystok. Bij de groep werden symptomen van tyfus geconstateerd en omdat men bang was voor een uitbraak in het kamp besloot men deze groep te vergassen. Een groep Sinti en Roma die op 12 mei 1943 eveneens uit Białystok kwam werd na aankomst wél gehuisvest in de barakken. Toen de dreiging van een tyfusuitbraak steeds groter werd, werden ongeveer duizend zigeuners die afkomstig waren uit Oostenrijk of van het eerder genoemde transport uit Białystok op 25 mei vergast.
Tijdens het bestaan van het Zigeunerlager werden sommige gevangenen overgeplaatst naar andere kampen in het Derde Rijk, om daar dwangarbeid te verrichten. Sommige zigeuners werden vrijgelaten, op voorwaarde dat ze zouden worden gesteriliseerd. Er was nog een andere manier waarop men aan Auschwitz kon ontsnappen: sommige zigeuners werden vrijgelaten omdat ze in het Duitse leger hadden gediend of een militaire onderscheiding hadden gekregen. Dit moest dan wel samengaan met een gemengd huwelijk. De meest voorkomende aanleiding tot vrijlating was echter de tussenkomst van niet-zigeuners.
Het Zigeunerlager in Auschwitz II bestond tot 2 augustus 1944. Op die dag werden de ongeveer drieduizend nog levende zigeuners in vrachtauto's gestopt en naar de gaskamers gereden, waar ze werden vergast. De gevangenen kwamen nog wel in opstand, maar de SS hield met harde hand controle over de groep.
Met de vergassing van de laatste groep zigeuners kwam er een einde aan het bestaan van de Sinti en Roma in Auschwitz. Van de 23.000 gedeporteerden stierven er ruim 20.000. De overlevenden waren overgeplaatst naar andere kampen of vrijgelaten.

## Selecties

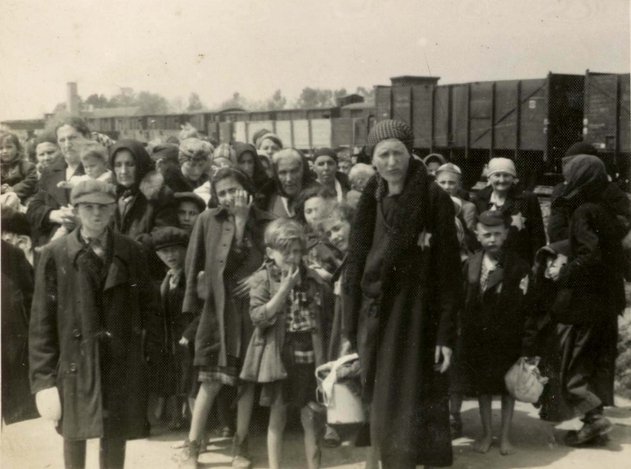
Vrouwen en kinderen op het selectieperron

De meeste slachtoffers kwamen in Auschwitz-Birkenau aan met de trein (t.e.m. voorjaar 1944 op de zgn alte Jüdenrampe tussen het Stammlager Auschwitz en het veel grotere Birkenau (Brzezinka), vanaf mei 1944 in Birkenau zelf vlak bij de nieuwe gaskamers II en III. Deze mensen opgepropt in de beestenwagons hadden toen al een veelal dagenlange erbarmelijke treinreis achter de rug zonder water, eten en in erbarmelijke sanitaire omstandigheden. Velen van hen waren al dood bij aankomst, de rest helemaal uitgeput. Eenmaal op de Rampe aangekomen moesten de Joden de treinen snel verlaten en alles wat ze bij zich hadden achterlaten en afgeven aan leden van de gevangenen van het Kanada-Kommando. Hierna volgde direct een selectie. Zogenaamd ging het er om wie kon lopen en wie dat niet meer kon (die werden met vrachtwagens vervoerd naar de gaskamers). Deze selecties werden uitgevoerd door SS'ers samen met kampartsen. De niet voor dwangarbeid geschikt bevonden mensen (kinderen, bejaarden, zwangere vrouwen, gehandicapten), die met de vrachtwagens vervoerd werden, werden direct naar de gaskamers gestuurd, terwijl de nog voor dwangarbeid in staat geachte Häftlingen moesten lopen, eerst naar de sauna (ontsmetting, douchen en tatoeëring) om daarna naar het quarantainekamp (eerste kamp aan de rechterzijkant bij de ingang) gestuurd te worden en nadien (als ze al niet verder 'geselecteerd werden voor de zgn 'Sonderbehandlung') om er te werken tot ze crepeerden. Er werd geselecteerd op basis van fysieke criteria, vakmanschap en het aantal werkkrachten dat men in Auschwitz kon gebruiken.
De selectie hield altijd in dat mannen en vrouwen gescheiden werden; vervolgens werden soms leeftijdsgrenzen bekend gemaakt en moesten kinderen en ouderen, evenals moeders van jonge kinderen zich in één rij opstellen en de overige gedeporteerden, mannen en vrouwen apart, in twee andere rijen. Soms moesten ze een SS-officier (van maart tot april 1943 een SS-arts) passeren. Deze wees naar de rij die, zo werd gezegd, moest lopen of de rij die vervoerd zou worden. Tegen verontruste mannen die meenden dat hun vrouwen en kinderen volledig gescheiden van hen ondergebracht zouden worden, werd dan wel gezegd dat zij die vrouwen en kinderen elke zondag zouden kunnen opzoeken. In sommige uitzonderlijke gevallen werd Josef Mengele opgehaald voor de soldaten. Hij zou mensen zoals de familie Ovitz - met zeven leden met pseudoachondroplasie - en meerlingen apart nemen om op hen te experimenteren.
Indien de Duitsers geen werkkrachten nodig hadden, kwam het voor dat iedereen uit een transport werd vergast. De gevangenen die geselecteerd werden om te werken, brachten enige tijd door in een quarantaineafdeling en werkten daarna in het kamp zelf of op de aan het kamp grenzende industrieterreinen. In Auschwitz zelf werd de term "selectie" nooit door de Duitsers gebruikt.

## Corruptie
In voorjaar 1943 werden de nieuw geconstrueerde gaskamers annex crematoria in Birkenau (II t.e.m. V) in dienst genomen, waardoor de vernietigingscapaciteit van het kamp enorm toenam. Door de massale instroom van gedeporteerden groeide exponentieel de omvang van de van vergaste en voor dwangarbeid geselecteerde gevangenen gestolen geld en andere kostbaarheden. Bedoeling van de nazi-leiders was de gestolen deviezen naar de Reichsbank in Duitsland evenals de gesorteerde waardevolle kledij (in kader de zgn 'Winterhilfe' voor de Duitse gezinnen) over te brengen  maar nogal wat van deze rijkdommen circuleerden ook in de diverse onderafdelingen van het kamp (het zgn 'Organisieren' om de honger te overleven). Tegen alle bevelen van de kamphiërarchie in profiteerden echter veel kamp-SS'ers daar sluiks flink van en die namen ze tijdens hun periodiek verlof mee naar Duitsland.

### Kamp Kanada

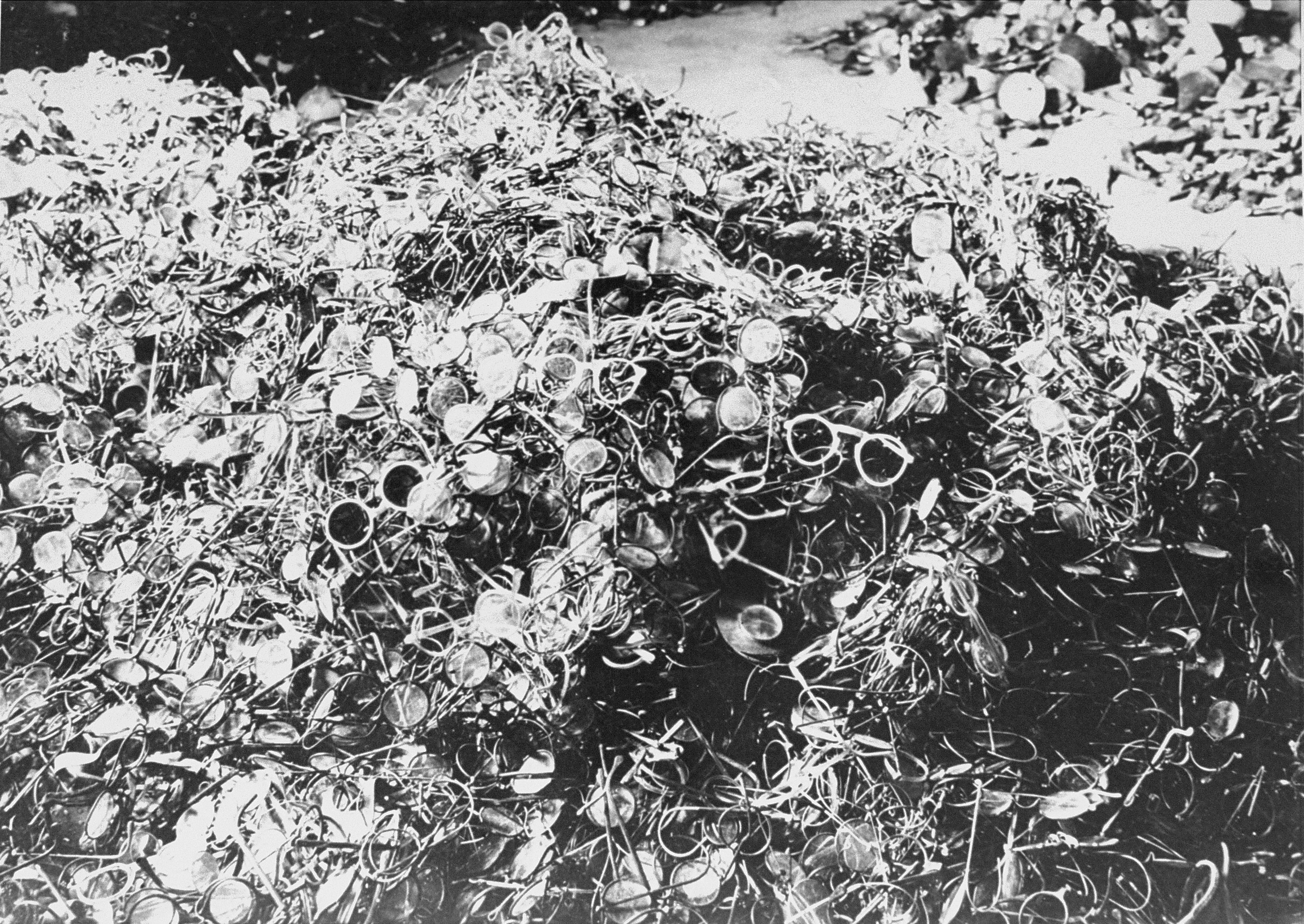
In kamp Kanada werden waardevolle en bruikbare spullen, zoals brillen, bewaard en gesorteerd.

Vlak bij gaskamer/crematorium IV in Birkenau en de 'sauna' lag een kamp (zgn Effectenlager met 30 grote opslagbarakken) dat de gevangenen Kanada noemden, in de veronderstelling dat Canada het land van grote rijkdom was. Bij aankomst werden de gevangenen hun bezittingen afgenomen. Die werden naar Kanada gebracht. De SS'ers moesten alle kostbaarheden in een kist stoppen, die vervolgens naar Duitsland werd gestuurd. Echter, veel SS'ers stalen kostbaarheden als goud en geld.
In Kanada werkten voornamelijk vrouwelijke gevangenen. Het werd gezien als een van de betere werkplaatsen in Auschwitz. Deze Häftlingen/arbeidsters mochten hun haar laten groeien en konden voedsel stelen dat tussen de bezittingen zat. In Kanada kwam het zelfs tot relaties tussen SS'ers en vrouwen, hoewel dit volgens de regels van de SS verboden was. Deze relaties waren vaak van korte duur, en verkrachtingen kwamen meer dan eens voor.

### Zwarte markt
De SS'ers werkten over het algemeen liever in Auschwitz en Birkenau dan dat ze aan het oostfront tegen het Rode Leger werden ingezet.. Alcoholische dranken waren er in overvloed en de discipline was slecht. Mede door deze slechte discipline ontstond er een kleine zwarte markt waar vrijwel alles te koop was, van eten tot aan munitie.
De leiders van het Duitse rijk hadden hun bedenkingen bij het verlies van goederen en geld aan corrupte bewakers. In de herfst van 1943 werd SS-rechter Konrad Morgen naar Auschwitz gezonden om de diefstallen door kamp-SS'ers te onderzoeken. Hij moest zorgen dat gestolen spullen bij de staat terechtkwamen en niet, zoals gebruikelijk was op dat moment, in de kluisjes van SS'ers. Veel bewakers wisten aan zijn onderzoek te ontkomen, maar er werden toch duidelijke bewijzen gevonden van corruptie. De bewakers die gepakt werden, kregen flinke straffen.
Als gevolg van het onderzoek werd de commandant van Auschwitz, Rudolf Höss, op 1 december 1943 weggepromoveerd naar een administratieve functie in Berlijn. Twee maanden na het vertrek van Höss vloog de loods waarin de bewijzen van corruptie lagen met onbekende oorzaak in brand. Al het bewijsmateriaal werd hierbij vernietigd en de corruptie in Auschwitz/Birkenau ging door tot aan de bevrijding van het kamp.

## Dodenmarsen en bevrijding
Tussen 17 januari en 23 januari 1945 werden ongeveer 60.000 gevangenen geëvacueerd en met dodenmarsen naar het westen gedreven. Ongeveer 7.500 gevangenen bleven in de kampen en buitenposten omdat zij te zwak of te ziek waren om te marcheren. Zeer veel gevangenen die niet meer verder konden op deze doodsmarsen werden ter plekke doodgeschoten. Aangenomen wordt dat een geplande volledige vernietigingsoperatie alleen werd voorkomen door de snelle opmars van het Rode Leger.
Eerst werd het hoofdkamp Auschwitz I op de ochtend van 27 januari 1945 bevrijd door de Sovjettroepen (322e Infanteriedivisie van het 60e Leger van het 1e Oekraïense Front, onder leiding van kolonel generaal Pavel Alexejewitsch Kurochkin). Van de gevangenen die daar achterbleven – de cijfers variëren van 600 tot 850 mensen – stierven er 200 in de eerste dagen daarna aan uitputting, ondanks medische hulp.
Birkenau werd – ook door de soldaten van de 322ste Divisie – in de vroege namiddag van 27 januari bevrijd. In Birkenau werden bijna 5.800 uitgeputte en zieke gevangenen, onder wie bijna 4.000 vrouwen, zonder toezicht achtergelaten. In de ontsmette kazerne werden veldhospitalen opgezet om de getraumatiseerde gevangenen te verzorgen die leden aan ernstige ondervoeding en infecties.
Een paar dagen later werd de wereld op de hoogte gebracht van de wreedheden. Onderzoekers vonden meer dan een miljoen stuks kleding, ongeveer 45.000 paar schoenen en 7 ton mensenhaar, die waren achtergelaten door de bewakers van het concentratiekamp.
- Biblioteca Nacional de España: XX455549
- Catàleg d'autoritats de noms i títols de Catalunya: 981058620053006706
- Gemeinsame Normdatei: 4011886-1
- Library of Congress Control Number: no96068007
- Nationale Bibliotheek van Tsjechië: olak2003164550
- Nationale bibliotheek van Australië: 49287905
- Nationale Bibliotheek van Israël: 987007301576205171
- LIBRIS: 217333
- Virtual International Authority File: 234115373

Alfabetisch op naam.  Indien een kamp meerdere rollen had, staat het in de "hoogste" groep.
Zie ook: Lijst van naziconcentratiekampen · Jappenkampen in Nederlands-Indië · Lijst van jappenkampen